# جيسي جون أوكوونوان
جيسي جون (بالإنجليزية: Jaycee John Okwunwanne)، من مواليد 8 أكتوبر 1985 في نيجيريا، لاعب كرة قدم نيجيري يحمل الجنسية البحرينية.
بدأ مسيرته الكروية مع نادي الأهلي البحريني في 2004، ولعب حتى 2006، وشارك في 30 مباراة وسجل 29 هدف مع النادي الأهلي، وانتقل في 2006 ليلعب مع نادي المحرق البحريني حيث شارك في 25 مباراة وسجل 23 هدف. وانتقل في 2008 إلى بلجيكيا ليلعب مع ايكسولسيور موسكرون.
من سنة 2009 وهو يلعب مع منتخب البحرين لكرة القدم.

## روابط خارجية
- جيسي جون أوكوونوان على موقع الاتحاد الدولي (مؤرشف)  (الإنجليزية)
- جيسي جون أوكوونوان على موقع اتحاد تركيا (لاعب) (الإنجليزية)
- جيسي جون أوكوونوان على موقع قاعدة بيانات كرة القدم.إي يو (الإنجليزية)
- جيسي جون أوكوونوان على موقع ناشيونال فوتبول تيمز (الإنجليزية)
- جيسي جون أوكوونوان على موقع Soccerway.com (الإنجليزية)
- جيسي جون أوكوونوان على موقع عالم كرة القدم.نت (الإنجليزية)
- جيسي جون أوكوونوان على موقع كووورة